# Hyundai Heavy Industries

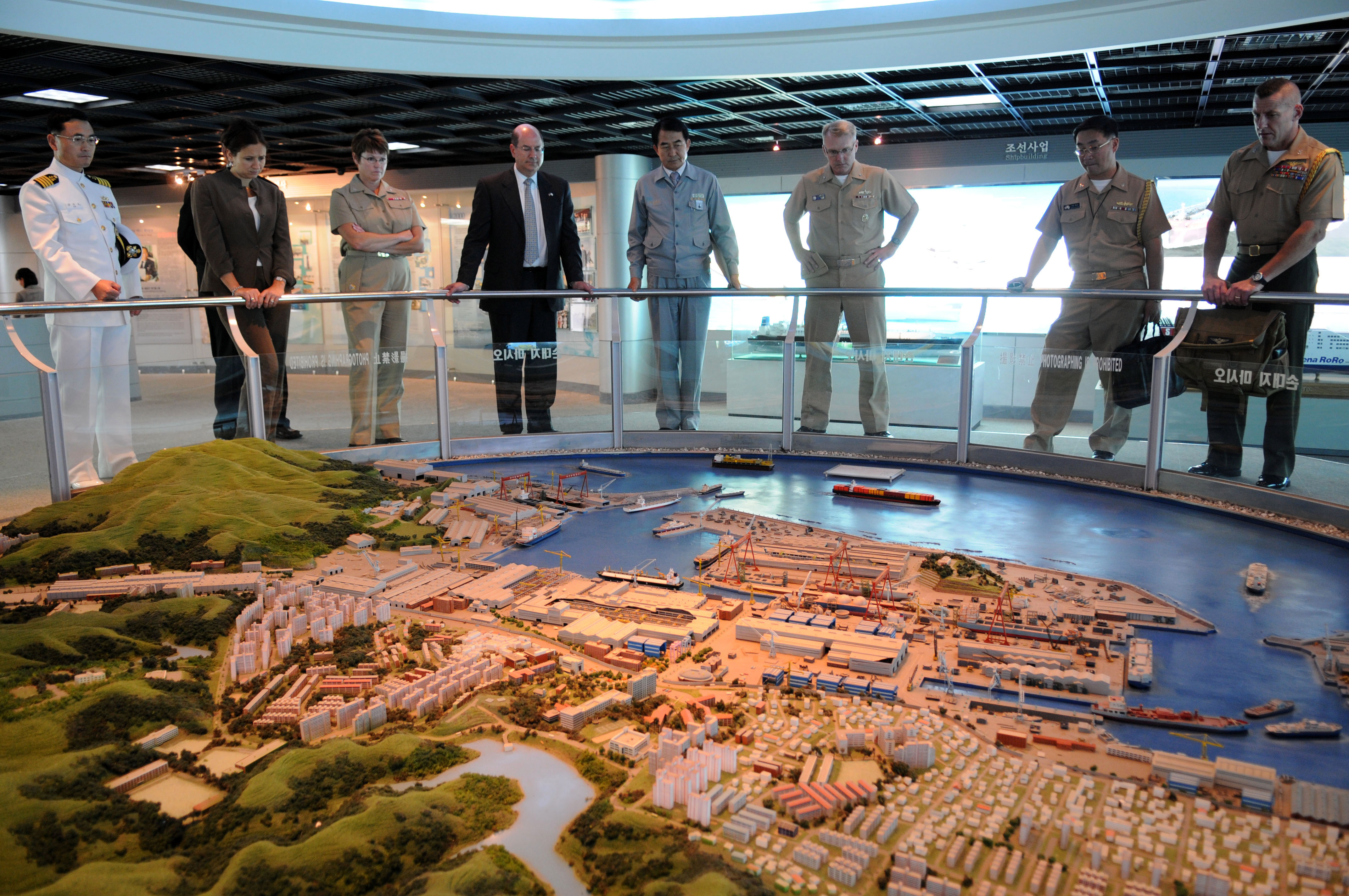
Modell des Werftgeländes

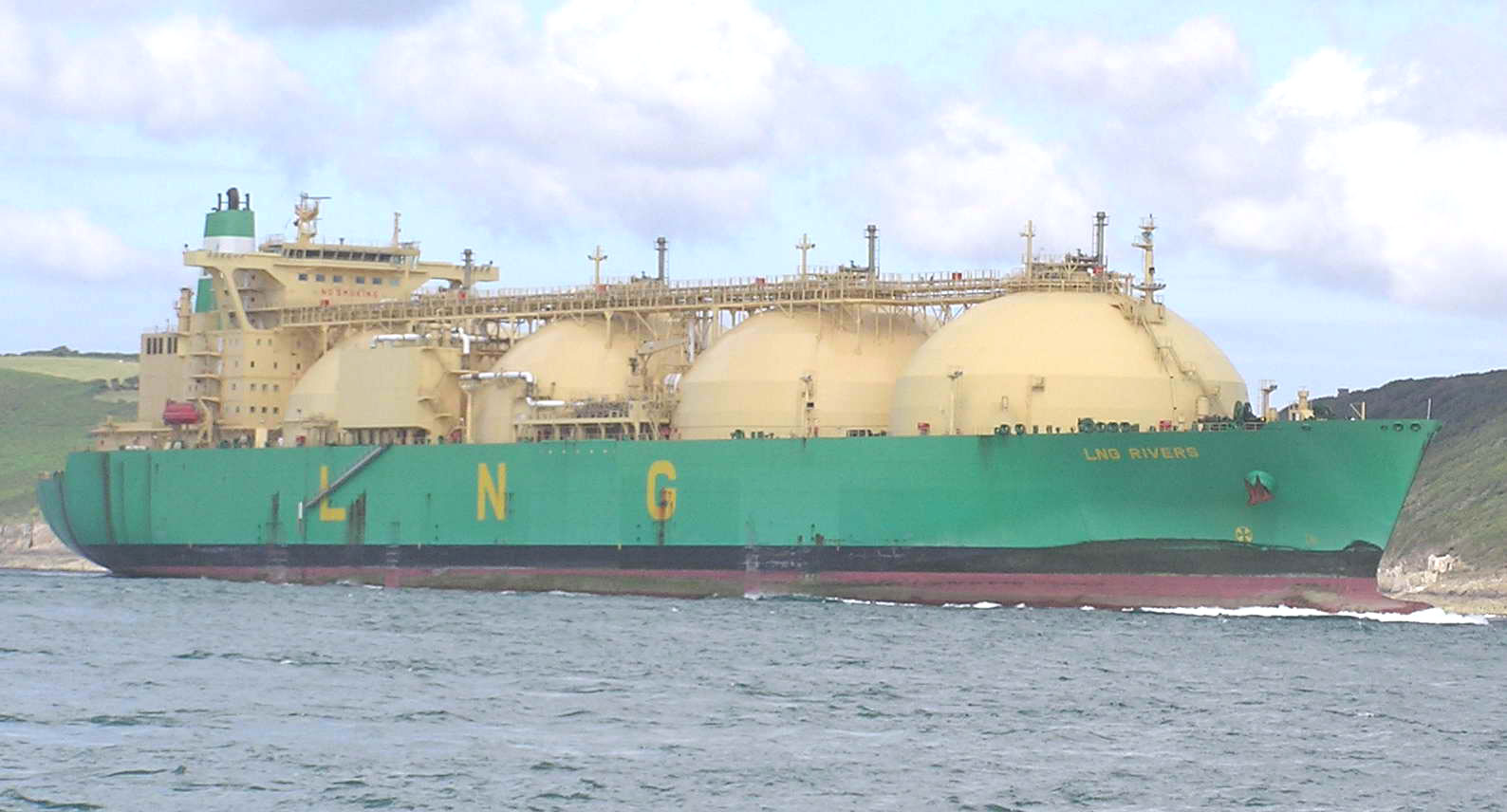
LNG Rivers, von Hyundai im Jahr 2002 fertiggestellt

Die Hyundai Heavy Industries Co., Ltd. ist ein südkoreanisches Unternehmen mit Stammsitz in Ulsan, Südkorea.
Das Unternehmen ist in den Top Ten des Aktienindex KOSPI vertreten. Es wurde 1972 von Chung Ju-yung gegründet, indem er griechische Schiffsbesitzer überredete, Schiffe zu bestellen, obwohl Chung noch keine Werft besaß. Mit den Aufträgen aus Griechenland überredete er Banker aus London, ihm Kapital für den Bau von Werften zu geben. Heute gehört es zu den größten Werften weltweit.
Die Werft stellt Tanker, Schüttgutfrachter, Containerschiffe sowie Gas- und Chemietanker her. U. a. werden hier die Containerschiffe der Hamburg-Express-Klasse (2012) im Auftrag der Hapag-Lloyd gebaut.
Hyundai Heavy Industries ist ein Tochterunternehmen der Hyundai Heavy Industries Group. 2002 wurde die Gruppe vom Konzern Hyundai Group verselbständigt. Rund zehn Prozent der Aktien werden von Chung Mong-joon gehalten, weitere zehn Prozent gehören der Hyundai Mipo Dockyard Corp. (selbst eine 40-prozentige Tochter der HHI-Tochter Hyundai Samho), knapp drei Prozent der Hyundai Motor Company. Weiterer Großaktionär ist mit rund acht Prozent das Chemieunternehmen KCC Corporation, das auch Autoteile herstellt (Stand: Geschäftsjahr 2006). Im Januar 2010 wurde die Hyundai Corporation eine Tochterfirma von Hyundai Heavy Industries.
Wegen sinkender Aufträge musste die Werft im Jahr 2016 etwa 10 Prozent ihrer über 25.000 Mitarbeiter entlassen und Anlagevermögen von ca. einer Milliarde US-Dollar verkaufen.
Am 31. Januar 2019 wurde bekanntgegeben, dass Hyundai Heavy Industries eine Übernahme des zweitgrößten Schiffbauunternehmens, Daewoo Shipbuilding & Marine Engineering, vollziehen möchte. Sie würden dabei die Anteile der staatlichen Korea Development Bank übernehmen. Im Januar 2022 untersagte die Europäische Kommission die Übernahme. 2021 übernahm Hyundai Heavy Industries die Hyundai Doosan Infracore.
Ebenfalls 2021 bestellte bei Hyundai die dänische Maersk-Reederei acht Containerschiffe mit Methanolantrieb. Der Motor kommt von MAN. Das erste dieser Schiffe übernahm Maersk im Juli 2023.